# Larry Siegfried
Larry Siegfried (Shelby, Ohio; 22 de maio de 1939 - Cleveland, Ohio; 14 de outubro de 2010) foi um basquetebolista norte-americano da National Basketball Association que jogou durante 9 temporadas na década de 60.

## Trajetória esportiva
Larry jogou com o Buqueyers da Universidade do Estado de  Ohio, onde conheceu futuros membros do Basketball Hall of Fame, como Jerry Lucas e John Havlicek. Ganhou o torneio da NCAA em 1960 e foi finalista em 1961.
Ganhou a NBA com os Cleveland Pepers em 1962. Daí passou 7 anos com os Boston Celtics, passando seus ultimos dois anos no San Diego/Houston Rockets e no Atlanta Hawks.